# Ivan Sršen
Ivan Sršen (Metković, 19. rujna 1992.), hrvatski reprezentativni rukometaš.
Igrač RK Zagreb iz Zagreba.
S mladom reprezentacijom 2011. na svjetskom prvenstvu plasirao se na 8. mjesto.
S hrvatskom seniorskom reprezentacijom osvojio je zlato na Mediteranskim igrama u Tarragoni 2018.